# Riff Raff and Rivalry
Riff Raff and Rivalry è un cortometraggio muto del 1915 scritto e diretto da C. Graham Baker.

## Produzione
Il film fu prodotto dalla Vitagraph Company of America.

## Distribuzione
Distribuito dalla General Film Company, il film - un cortometraggio in una bobina presentato da Albert E. Smith - uscì nelle sale cinematografiche statunitensi il 15 ottobre 1917.